# Okapi (magazine)
Pour les articles homonymes, voir Okapi (homonymie).
Okapi est un magazine bimensuel du groupe Bayard Presse publié depuis 1971. À l'époque, il était destiné aux anciens lecteurs de Pomme d'Api, une fois passé l'apprentissage de la lecture. Après la création d’Astrapi, Okapi s'est recentré sur le public des collégiens (10-15 ans).
Le numéro 1000 est sorti le 15 avril 2015.

## Histoire
Sur la lancée du succès rencontré par leur magazine Pomme d'api, fondé en 1966 pour les enfants de 3 à 7 ans, les dirigeants de Bayard Presse (alors présidé par Jean Gélamur) ont souhaité un titre complémentaire pour les 8-12 ans, afin d'accompagner le lecteur dans toutes les étapes de sa vie. Divers projets sont élaborés jusqu'à la fin des années 1960 mais n'aboutissent pas, faute de rédacteur en chef. Yves Beccaria, directeur du département presse jeune de Bayard Presse, porte finalement son choix sur Denys Prache.
Celui-ci crée le 15 octobre 1971 Okapi avec une dimension documentaire inédite sous la forme d'un supplément encyclopédique détachable mais inséparable de l'identité du journal : l'« Univers d'Okapi ». Partant de 18 700 pré-abonnés à sa parution, le magazine en compte 103 000 dès le no 7, ce qui en fait le premier périodique du genre. Denys Prache travaille obstinément sur le rapport texte-image et l'illustration occupera ensuite une place privilégiée dans ses publications comme éditeur.
La diffusion est importante dans les années 1970 (à plus de 150 000 exemplaires). Les enfants y adhèrent au point de devenir des « Okapiens » et « Okapiennes », dont les attentes et les interrogations font l'objet de toute l'attention de la rédaction, qui répond à toutes les lettres, souvent par la plume de son directeur Denys Prache. Sans être confessionnelle, la ligne est à la fois catholique et progressiste.
Denys Prache dirige le journal pendant les 163 premiers numéros (soit sept années). Passionné d'arts graphiques, il fait appel à des débutants prometteurs aux fortes personnalités, qui doivent accepter des honoraires peu élevés. La rigueur documentaire est associée à l'interprétation artistique et souvent humoristique des illustrateurs, dans un mélange créatif, qui fait rapidement référence.
L'équipe rédactionnelle est largement féminine, pour les scénaristes : Florence Terray, Florence Rosenstiehl, Leigh Sauerwein, comme pour le dessin : Colette Tournès, Anne-Marie Chapouton, Martine Jauréguiberry, Édith Raymond, Marie-Marthe Collin (Chouette de classe), France de Ranchin, Yvette Pitaud et Nicole Claveloux, dont la créature Grabote est aussi minuscule que déterminée à prendre toute sa place. Parmi les dessinateurs masculins, Vincent Ferlito, Alain Letoct, Philippe Kailhenn, José Xavier, et Guillermo Mordillo pour l'Univers consacré à Picasso.
En 1978, Denys Prache est amené à quitter le magazine. Bayard Presse change le positionnement d'Okapi et transforme son contenu en déplaçant la tranche d'âge concernée vers les 10-15 ans, pour l'intégrer entre ses deux nouveaux titres Astrapi et Phosphore. Patrick Couratin devient son directeur artistique pendant treize ans.
La ligne éditoriale d'Okapi se concentre autour de la vie pratique au collège, la puberté, l'environnement et les animaux ou encore le divertissement. Comprenant qu'il ne peut pas rivaliser avec les réseaux sociaux, son rédacteur en chef François Blaise estime en 2021 qu'« Okapi est différent, ce n'est pas un média de flux, c'est un objet qui reste dans la chambre de l'ado ou dans les centres de documentation et d'information des collèges. Nous proposons des contenus pérennes ».
En octobre 2021, Okapi fête son 50e anniversaire en proposant un numéro spécial en vente pendant un mois.

## Équipe
- Directeur de la publication : Pascal Ruffenach
- Directrice Presse Jeunesse / directrice des rédactions : Nathalie Becht
- Directeur des titres « plus de 12 ans » : David Groison
- Rédacteur en chef : Jean-Yves Dana
- Rédacteur en chef adjoint / directeur artistique : Magnus Harling

## Rubriques du magazine
- "Salut Okapi!" : 2 pages où les ados écrivent à Okapi
- "C’est actu" : Un tour de l'actualité du moment
- "Dossier" : 7 pages consacrées au « savoir »  traitées en lien avec les programmes scolaires et avec l’actualité.
- "100% ado" : toutes les infos et les conseils liés au collège
- "Décodage" : décryptage des grandes questions de l'actualité
- "Planète Ados": 6 pages qui donnent la parole aux ados
- "On se dit dit tout!" : Olivia et Jonathan, des journalistes experts, apportent une réponse aux questions des ados
- "Buzz culture" : sélection de l'actualité culturelle
- "Do it yourself!" : Des tutos pour apprendre à faire par soi-même
- Des BD

## Bandes dessinées
Les lecteurs des années 1970 ont tous en mémoire les aventures de Grabote de Nicole Claveloux, des Barneidor de Colette Tournès et Philippe Kailhenn, de La Chouette de classe ou de Timoléon le jardinier, sans oublier La Buse et son célèbre Nom de d'la. L'univers graphique y était alors confié aux talents de Claude Lapointe, Henri Galeron, Fernando Puig Rosado.
Le magazine a permis dans les années 1980 la création de la bande dessinée Gil et Georges du Belge Marc Wasterlain, de la série Tendre Banlieue de Tito. C'est également chez Okapi que Léo ou David B. ont fait leurs premières armes dans les années 1980-1990.
Les bandes dessinées paraissant actuellement sont MDR (Loïc Sécheresse), des strips destinés aux adolescents, Raph' et Potétoz (Yomgui Dumont), l'histoire d'une adolescente (Raphaëlle) et de son chien parlant (Potétoz), Vous pouvez répétez la question ? (Dab's), un frère et une sœur essaient de répondre à une question mais cela tourne souvent mal et Flash actu, le reflet de l'actualité vue en un strip.

## Application et chaîne Youtube

### Zoom Zoom Okapi
Cette application mobile est un rendez-vous quotidien avec l'actualité. Chaque jour, elle fait une sélection de trois photos « mystères » à décrypter. De manière légère et ludique, Zoom Zoom Okapi interroge l'adolescent par le biais d'un quiz afin qu'il devine ce qui se cache derrière cette photo zoomée. Une fois qu'il donne sa réponse, l'application donne une courte explication sur ce que représente la photo, d'où elle vient et le contexte dans lequel elle a été prise. À sa manière, cette application participe à l'éducation aux médias et à l'information.

### La chaîne Youtube Okapi Magazine
La chaîne propose deux séries principales : « Okapi t'emmène » (visiter les carrières de Montigny, à la Cité des sciences et de l'industrie, au musée de l'Homme, à Dragonland, etc.) et « On se dit tout Okapi » (raser son duvet, séduire un garçon, stopper les harceleurs, garder un secret, etc.).

### Autres
Le magazine possède également un compte Instagram, un compte TikTok, un blog et le podcast « Ma vie d'ado ».

## Diffusion
Dans les années 1980, Okapi vend 150 000 exemplaires, contre 51 000 en 2020. Son rédacteur en chef François Blaise précise cependant en 2021 que chaque numéro étant lu par douze jeunes en moyenne, l'audience du magazine serait de 650 000 lecteurs. Une hausse de 15 % des abonnements a été observée dans le contexte du confinement lié à la pandémie de Covid-19.
La diffusion totale est en augmentation constante jusqu'en 2011 et diminue à compter de l'année suivante. La diffusion du titre se compte à partir du 1er juillet jusqu'au 30 juin de l'année qui suit.
- 2009/2010 : 66 478 exemplaires
- 2010/2011 : 69 183 exemplaires
- 2011/2012 : 71 904 exemplaires
- 2012/2013 : 70 131 exemplaires
- 2013/2014 : 65 353 exemplaires
- 2014/2015 : 62 803 exemplaires
- 2015/2016 : 60 356 exemplaires
- 2016/2017 : 58 819 exemplaires
- 2017/2018 : 55 687 exemplaires

## Les premiers Univers d'Okapi
Les premiers Univers d'Okapi ont fait connaître le journal, alors concurrent du magazine Tout l'Univers et de la revue jeunesse Fripounet, à la ligne éditoriale et spirituelle très proche et ciblant le même segment des 8-12 ans, et lui ont assuré une diffusion importante via les milieux scolaires et familiaux, intéressé par une presse pour jeunes de revues « culturellement légitimes ». Ces dossiers rappellent l’attachement du magazine à un rapport esthétique et spirituel au vivant. Sur la période 1973-1974 en particulier, le journal adopte un discours explicite, se voulant lumineux et déculpabilisant sur le corps humain, la sexualité et la sensualité. Très inspirée de l’esprit « Flower Power », les dessins de Nicole Claveloux, l’une des représentantes de la scène alternative féministe en bande dessinée, recherchent l'harmonie avec le texte lyrique.